# William Henry McMaster
William Henry McMaster (ur. 10 maja 1877, zm. 14 września 1968) – amerykański finansista i polityk z Dakoty Południowej związany z Partią Republikańską.
W latach 1917–1920 był wicegubernatorem stanu Dakota Południowa, a w latach 1921–1924 pełnił funkcję gubernatora tego stanu. Później, w latach 1925–1931 zasiadał w Senacie Stanów Zjednoczonych jako przedstawiciel Dakoty Południowej.